# Mnich (budowla hydrotechniczna)

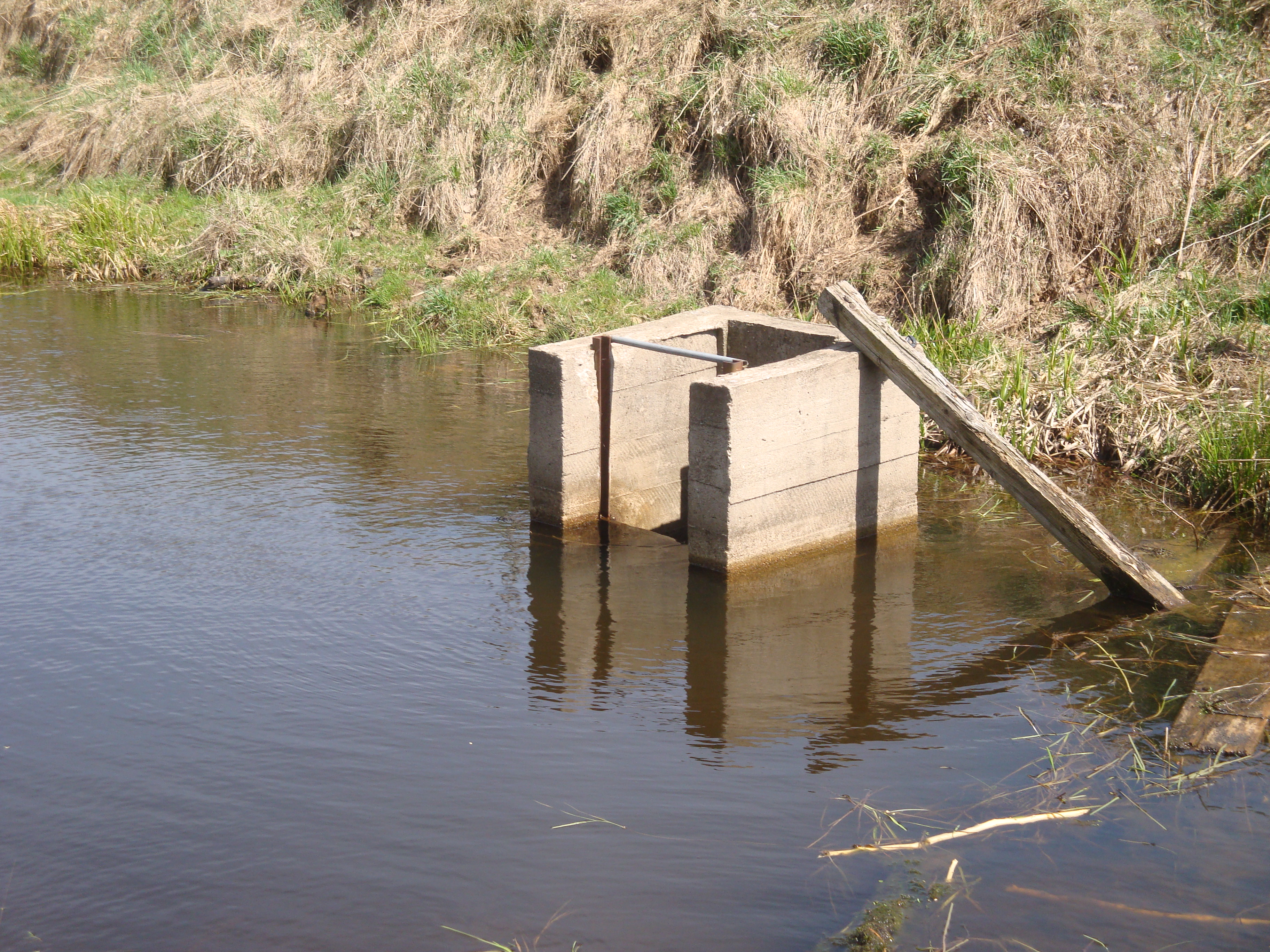
Nadwodna część stojaka mnicha betonowego

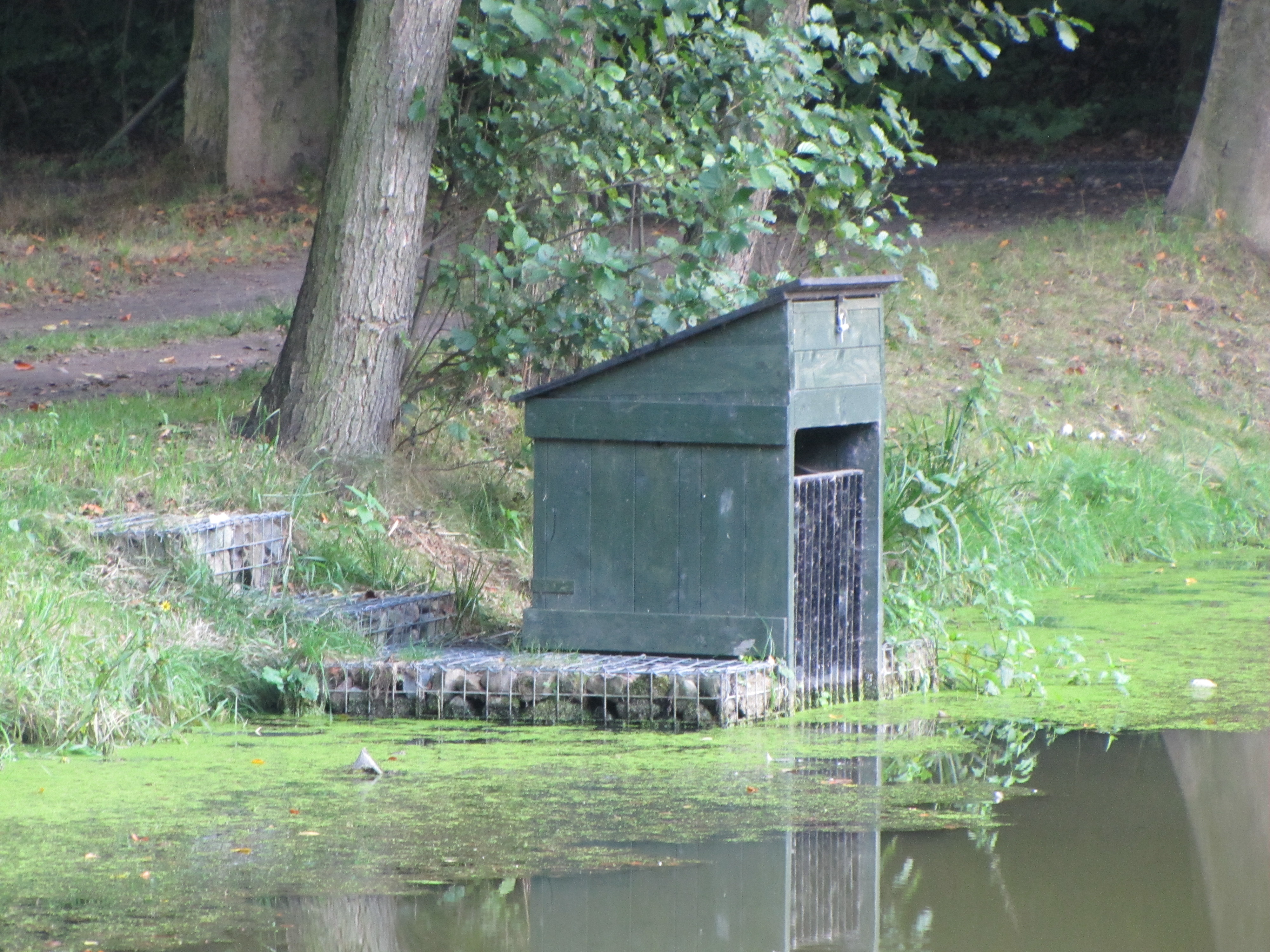
Drewniany mnich w Parku Ferberów w Gdańsku

Mnich – budowla hydrotechniczna służąca do piętrzenia i regulowania przepływu wody w stawach.

## Budowa
Mnich składa się z dwóch części: stojaka i leżaka połączonych ze sobą pod kątem prostym lub minimalnie rozwartym:
- stojak składa się z trzech ścian: dwóch bocznych i tylnej; przód składany jest z zastawek, a jego wysokość zależy od docelowego poziomu wody lub wymaganego przepływu. W celu piętrzenia wody zastawki są wsuwane w prowadnice, a dla uruchomienia przepływu wody są wyciągane. Zwykle stojak wystaje nad powierzchnię wody.
- leżak to rura lub rynna wbudowana w groblę i połączona z tylną, dolną częścią stojaka; przez leżak odpływa woda wpadająca do stojaka.

Mnichy mogą być zbudowane z różnego rodzaju materiałów, najczęściej z:
- betonu (duże stawy)
- rur stalowych (średnie i małe stawy)
- drewna (małe stawy)